# Bobo Stenson
Bo Gustav Stenson, detto Bobo (Västerås, 4 agosto 1944), è un pianista e musicista svedese.
Stenson cominciò ad essere notato dal 1963 quando iniziò a suonare sui palcoscenici di Stoccolma accompagnando una lunga serie di jazzisti statunitensi, fra i quali Sonny Rollins, Stan Getz e Gary Burton. Collaborò anche con Don Cherry fin da quando il trombettista statunitense si trasferì in Scandinavia.
Gli anni settanta furono un periodo molto intenso per Stenson, che suonò in diverse formazioni fra cui la band Rena Rama con Palle Danielsson e un trio molto popolare con Arild Andersen e Jon Christensen, più avanti anche con Jan Garbarek. Nel 1988, si unì al quartetto di Charles Lloyd e dal 1996 compare a più importanti festival jazz con il sestetto di Tomasz Stańko.

## Discografia
ECM
- A suo nome
  - Underwear
- Con Garbarek
  - Afric Pepperbird
  - Sart
  - Witchi-tai-to
  - Dansere
- Con Lloyd
  - Fish out of water
  - Notes from Big Sur
  - The Call
  - All my relations
  - Canto
- Con Stanko
  - Matka Joanna
  - Leosia
  - Litania
- Trio album
  - Contra la Indecisión
  - Reflections
  - War Orphans
  - Serenity
  - Goodbye
  - Cantando
  - Indicum
- Altri
  - Dona Nostra (Don Cherry)
  - Agram (Moller/Willemark)
  - Change of heart (Speake)
  - Parish (Stronen)